# Пурга (река, впадает в озеро Джека Лондона)
Пурга́ — река на Дальнем Востоке России, протекает по территории Ягоднинского района Магаданской области. Длина реки 19 км.
Берёт истоки с юго-восточных склонов пика Билибина, протекает в юго-восточном направлении в узкой межгорной впадине, впадает в озеро Джека Лондона. В низовьях реки по берегам образуются крупные наледи. Имеется три правых притока: ручей Стремительный, ручей Ломаный и ручей Двухозёрный.
Названа в 1935 году геологом П. И. Скорняковым, когда его поисковая партия обследовала долину реки, там их неожиданно настигла пурга. Люди едва не погибли от холода, их спас холостой выстрел из ружья, благодаря которому удалось разжечь костёр и обогреться.